# Lake Park (Geòrgia)
Lake Park és una població dels Estats Units a l'estat de Geòrgia. Segons el cens del 2000 tenia 549 habitants.

## Demografia
Segons el cens del 2000, Lake Park tenia 549 habitants, 224 habitatges, i 140 famílies. La densitat de població era de 149,3 habitants/km².
Dels 224 habitatges en un 28,1% hi vivien nens de menys de 18 anys, en un 45,5% hi vivien parelles casades, en un 14,3% dones solteres, i en un 37,5% no eren unitats familiars. En el 35,7% dels habitatges hi vivien persones soles el 18,8% de les quals corresponia a persones de 65 anys o més que vivien soles. El nombre mitjà de persones vivint en cada habitatge era de 2,31 i el nombre mitjà de persones que vivien en cada família era de 2,96.
Per edats la població es repartia de la següent manera: un 22,6% tenia menys de 18 anys, un 8,7% entre 18 i 24, un 25,1% entre 25 i 44, un 22,2% de 45 a 60 i un 21,3% 65 anys o més.
L'edat mediana era de 41 anys. Per cada 100 dones de 18 o més anys hi havia 81,6 homes.
La renda mediana per habitatge era de 28.359 $ i la renda mediana per família de 31.806 $. Els homes tenien una renda mediana de 30.521 $ mentre que les dones 17.083 $. La renda per capita de la població era de 17.715 $. Entorn del 12,8% de les famílies i el 19,8% de la població estaven per davall del llindar de pobresa.

## Poblacions més properes
El següent diagrama mostra les poblacions més properes.